# Therobia minuta
Therobia minuta är en tvåvingeart som först beskrevs av Seguy 1926.  Therobia minuta ingår i släktet Therobia och familjen parasitflugor.
Artens utbredningsområde är Madagaskar. Inga underarter finns listade i Catalogue of Life.